# Смоляков Юрій Тимофійович
Юрій Тимофійович Смоляков (рос. Юрий Тимофеевич Смоляков, нар. 22 квітня 1939, Воронеж, Російська РФСР, СРСР) — радянський фехтувальник на шпагах, срібний призер Олімпійських ігор 1968 року.

## Виступи на Олімпіадах
| Олімпіада   | Дисципліна     | Місце |
| ----------- | -------------- | ----- |
| Токіо 1964  | командна шпага | 7     |
| Мехіко 1968 | командна шпага | 2     |